# Aránzazu
Aránzazu (oficialmente en euskera: Arantzazu) es una anteiglesia y municipio de la provincia de Vizcaya, País Vasco (España). Tiene 411 habitantes (INE 2017).

## Toponimia
Etimológicamente Aránzazu significa lugar de espinos, espinal y proviene de la lengua vasca. De arantza (espino) y el sufijo abundancial -(t)zu. Además de este municipio de Vizcaya, llevan el mismo nombre un barrio de Oñate (Guipúzcoa), famoso por estar en él ubicado el santuario de Aránzazu y otro de Gordejuela (Vizcaya).
En euskara el nombre de la población se transcribe como Arantzazu, de acuerdo a su pronunciación y la ortografía moderna del idioma. Por acuerdo del pleno del ayuntamiento se cambió el nombre oficial del municipio de Aránzazu a Arantzazu, adoptándose la forma en euskera. Dicho cambio fue oficializado por la resolución del 11 de junio de 1981 de la Viceconsejería de Administración Local, publicada en el BOPV del 20 de julio.

## Demografía
Aránzazu cuenta con una población de 394 habitantes (INE 2024).
| Gráfica de evolución demográfica de Aránzazu entre 1842 y 2021 |
| |
| Población de derecho según los censos de población del INE Población de hecho según los censos de población del INEEn estos censos se denominaba Aránzazu: 1842, 1857, 1860, 1877, 1887, 1897, 1900, 1910, 1920, 1930, 1940, 1950, 1960, 1970 y 1981 |

## Administración y política
| Partido político                                              | 2015  | 2015       | 2011  | 2011       | 2007  | 2007       | 2003  | 2003       | 1999  | 1999       | 1995  | 1995       | 1991  | 1991       |
| Partido político                                              | %     | Concejales | %     | Concejales | %     | Concejales | %     | Concejales | %     | Concejales | %     | Concejales | %     | Concejales |
| Euskal Herria Bildu (EH Bildu)-Bildu                          | 49,62 | 4          | 46,74 | 3          | —     | —          | —     | —          | —     | —          | —     | —          | —     | —          |
| Euzko Alderdi Jeltzalea-Partido Nacionalista Vasco (EAJ-PNV)  | 49,62 | 3          | 51,72 | 4          | 54,25 | 4          | 51,63 | 4          | 37,56 | 3          | 44,25 | 3          | 54,91 | 4          |
| Partido Popular del País Vasco (PP)                           | —     | —          | 0,38  | 0          | 1,42  | 0          | 0,93  | 0          | —     | —          | —     | —          | —     | —          |
| Partido Socialista de Euskadi-Euskadiko Ezkerra (PSE-EE PSOE) | —     | —          | 0,00  | 0          | —     | —          | 0,00  | 0          | —     | —          | —     | —          | —     | —          |
| Eusko Abertzale Ekintza-Acción Nacionalista Vasca (EAE-ANV)   | —     | —          | —     | —          | 42,92 | 3          | —     | —          | —     | —          | —     | —          | —     | —          |
| Candidatura Barre 2003-2007                                   | —     | —          | —     | —          | —     | —          | 46,98 | 3          | —     | —          | —     | —          | —     | —          |
| Arantzazuko Herri Kandidatura (AHK)                           | —     | —          | —     | —          | —     | —          | —     | —          | 59,73 | 4          | 55,75 | 4          | —     | —          |
| Herri Batasuna (HB)                                           | —     | —          | —     | —          | —     | —          | —     | —          | —     | —          | —     | —          | 44,64 | 3          |

## Patrimonio
San Pedro de Arantzazu es la iglesia parroquial del edificio, finalizada en 1828 aunque existe documentación que certifica que existió un templo en el mismo emplazamiento datado del siglo XVII.